# (36301) 2000 JK21
2000 JK21 (asteroide 36301) é um asteroide da cintura principal. Possui uma excentricidade de 0.17114410 e uma inclinação de 2.53046º.
Este asteroide foi descoberto no dia 6 de maio de 2000 por LINEAR em Socorro.